# セルビア投資輸出促進庁
セルビア投資輸出促進庁(Serbia Investment and Export Promotion Agency、略称 SIEPA)はセルビア共和国での外国投資家の起業や事業の拡大、また国内業者の国際的なビジネス遂行を支援するセルビア政府機関である。2001年にセルビア共和国政府によって設立された。

## 概要
投資家候補の企業には次のようなサービスが無料で提供されている：
- 投資環境、投資奨励措置、その他投資関連の法制度に関する情報提供；
- 新規のプロジェクトや他の投資などのデータベースへのアクセス；
- プロジェクトなどの際に中央・地方政府から要求される登記、許可や免許の作成・取得支援；
- 部品・サービスのサプライヤーや提携候補企業への訪問支援；
- 投資プロジェクト案件の紹介；
- 投資・輸出企業のデータベースの管理；
- 詳細な産業分析・調査。

SIEPAではFDI(直接投資)関連の公的・民間機関とネットワーク化されており、特に中央政府省庁及びその他の政府機関、市及び自治体政府、国土庁、国税・関税局、統計局、商業会議所、セルビア中央銀行と密接な協力の下で活動している。SIEPAの専門職員らはセルビアの法律、産業・同セクター、商慣習及び一般商活動に関する情報の提供の活動を行っている。ビジネス・チャンス（商機）については詳細な産業分析・調査などの情報を含めた出版物、そして又SIEPAのウエブサイトにも提供されておりダウンロードすることができる。現在、SIEPAのウエブサイトは英語、セルビア語、イタリア語で利用することができる。
SIEPAは世界投資促進機構（World Association of Investment Promotion Agencies、略称WAIPA）、そして国際貿易センター（the International Trade Centre、略称ITC)の一部の世界貿易促進機構（World Trade Promotion Organizations、略称WTPO)のメンバーである。2008年、WTPOの発展途上国の貿易促進機構の最優秀賞の最終候補枠に入り、そして2007年フランスのラ・ボール（La Baule）で行われた世界投資会議ではベスト・プラクティス・イン・プロモーション賞（Best Practices in Promotion）に輝いた。2006年、多国間投資保証機関(Multilateral Investment Guarantee Agency; MIGA）では世界にある114機関の内のトップ8に選ばれた。